# Monique Leßmeister
Monique Leßmeister (* 21. August 1987 in Homburg, Saarland) ist eine deutsche Dartspielerin im Steeldartsport.

## Karriere
2008 wurde sie in Kirchheim/Teck deutsche Einzelmeisterin bei den vom Deutschen Dart-Verband ausgerichteten Meisterschaften. 2009 in Marl und 2017 in Kirchheim in Hessen wurde sie Vizemeisterin, bevor sie sich 2018 den Titel zurückholen und 2019 ihn erfolgreich verteidigen konnte.
Ende September 2022 nahm Leßmeister am WDF Europe Cup für Deutschland teil. Dabei gelang es ihr insgesamt die beste deutsche Leistung abzurufen, indem sie im Einzel das Viertelfinale erreichte, welches sie mit 4:5 knapp gegen Almudena Fajardo aus Spanien verlor. Gemeinsam mit dem Team erreichte sie außerdem das Halbfinale, welches mit 6:9 an die Niederlande ging. An den im Anschluss ausgetragenen Spanish Open nahm Leßmeister ebenfalls teil. Dabei erreichte sie das Halbfinale, wo sie Lerena Rietbergen unterlag.
Ende Februar ging Leßmeister bei den Slovak Masters an den Start. Sie spielte sich bis ins Viertelfinale, welches sie gegen Veronika Ihász verlor. Bei den Slovak Open einen Tag später unterlag sie im Achtelfinale Jitka Cisařová. Diese war auch ihre letzte Gegnerin bei den Croatian Open und Croatian Masters, wo sie ihr jeweils im Viertelfinale mit 3:4 unterlag. Auch bei den Denmark Open war Leßmeister dabei und erreichte das Viertelfinale, welches sie gegen die spätere Turniersiegerin Noa-Lynn van Leuven mit 3:4 verlor. Anfang Juni war Leßmeister bei den Swiss Open dabei und schied erst im Halbfinale gegen Rhian O’Sullivan mit 0:4 aus. Bei den am gleichen Wochenende ausgetragenen Helvetia Open schaffte sie es sogar bis ins Finale. Hier unterlag sie Sophie McKinlay mit 3:5.
Im August spielte sich Leßmeister ins Halbfinale der Swedish Open, welches sie mit 1:4 gegen Deta Hedman verlor. Mitte November stand sie im Finale der Czech Open. Sie unterlag jedoch mit 4:5 knapp der Niederländerin Aletta Wajer.
Im Februar 2024 gewann Leßmeister die Slovak Masters. Mit 5:1 setzte sie sich gegen Martina Sulovska durch. Bei den Slovak Open am gleichen Wochenende stand sie außerdem im Viertelfinale.
Ihr Spitzname ist Queen of Darts, den sie 2015 von einem Mitspieler ihres ehemaligen Vereines, den DC Bavarian Knights aus Traunreut, Bayern, verliehen bekam. Ihr aktueller Verein ist der DC Phantoms Ergolding 1983 eV.

## Titel

### WDF
- Bonze-Turniere:
  - Slovak Masters: (1) 2024

## Erfolge (Auszug)
National:
- RPDV Rheinland-Pfalz-Meisterin Jugend 2004
- RPDV Rheinland-Pfalz-Meisterin 2005, 2006, 2007, 2008, 2009
- DDV Deutsche Meisterin 2008, 2018, 2019
- DDV Deutsche Vizemeisterin 2009, 2017
- DVO Ostbayerische Vizemeisterin 2015
- DVO Ostbayerische Meisterin 2016, 2017, 2018
- BDV Bayerische Meisterin 2016, 2019

International:
- EDF Spring Cup 2008 – Semi Final
- WDF Women’s Zuiderduin Masters 2008 – Quarter Final
- BDO Women’s World Masters 2009 – Last 16